# Verzicht auf den Ersteinsatz
Der Verzicht auf den Ersteinsatz (englisch: No first use policy) bezeichnet im Zusammenhang mit Atomwaffen die freiwillige und offiziell erklärte einseitige Selbstverpflichtung eines Staates, im Fall einer militärischen Auseinandersetzung die eigenen Atomwaffen nicht einzusetzen, solange kein Angriff mit Atomwaffen gegen das eigene Territorium beziehungsweise die eigene Bevölkerung erfolgt. Auch ein Verzicht auf den Einsatz von Atomwaffen gegen Länder, die keine eigenen Atomwaffen besitzen, unter Beibehaltung der Option des Erstschlages gegen andere Atommächte, wird manchmal inkorrekt als Verzicht auf den Ersteinsatz bezeichnet. Der Verzicht auf den Ersteinsatz ist seit dem erstmaligen Einsatz von Atomwaffen am 6. und 9. August 1945 durch die USA gegen die japanischen Städte Hiroshima und Nagasaki, der darauffolgenden Indienststellung solcher Waffen durch andere Länder und der daraus resultierenden atomaren Aufrüstung ein dauerhaft umstrittenes Thema. Bisher haben von den bekannten Atommächten nur die Volksrepublik China 1964, die damalige Sowjetunion 1982 und Indien 1999 ihren Verzicht auf den Ersteinsatz erklärt. Russland als Nachfolgestaat der Sowjetunion entschied sich 1993 gegen eine Erneuerung der einseitig gebliebenen Verzichtserklärung.

## Pro und Kontra eines Verzichts
Während des Kalten Krieges zwischen der NATO und der Sowjetunion und ihren Satellitenstaaten galt auf Seiten der NATO von 1954 bis 1967 die Strategie der Massiven Vergeltung (englisch: Massive Retaliation). Diese Strategie beruhte auf dem Vorhandensein eines US-amerikanischen Vorsprungs und Vorteils hinsichtlich der Zahl der Atomwaffen, insbesondere aber der Trägermittel. Die US-amerikanische Atommacht beruhte damals noch zum allergrößten Teil auf der übermächtigen strategischen Bomberflotte des Strategic Air Command. Jeder sowjetische Angriff, auch beispielsweise eine mit konventionellen Kampfmitteln durchgeführte Invasion von Westeuropa, hätte nach dieser Doktrin den sofortigen und massiven Einsatz US-amerikanischer Kernwaffen zur Folge gehabt. Seit Ende der 1950er Jahre begann sich eine Änderung der Situation abzuzeichnen. Die Sowjetunion gewann infolge ihrer Fortschritte in der Interkontinental-Raketentechnik bald selbst ein wirksames Trägermittel. Der Start des Sputnik I als erster künstlicher Satellit im Oktober 1957 wirkte als Fanal und löste im Westen Bestürzung aus. Kurzfristige Schläge auch auf das bisher so gut wie unangreifbare Nordamerika rückten nun in den Bereich des Möglichen. Die weitere atomare Aufrüstung der UdSSR seit Anfang der 1960er Jahre erwies allmählich die Untauglichkeit der ersten US-Nukleardoktrin: Beide Seiten hatten nun bald die Fähigkeit erworben, auch nach einem Erstschlag der Gegenseite noch zu einem massiven Vergeltungsschlag auszuholen. Daraus resultierte eine auch als „Gleichgewicht des Schreckens“ bezeichnete Situation der „wechselseitig zugesicherten Zerstörung“ (englisch: mutual assured destruction bzw. MAD). Die Strategie der Massiven Vergeltung wurde 1967 abgelöst durch das Konzept einer abgestuften und nicht vorhersehbaren Reaktion auf einen Angriff des Warschauer Pakts (englisch: Flexible Response). Diese Strategie galt bei der NATO bis zum Ende des Kalten Krieges.
Die Option des Ersteinsatzes von Atomwaffen, der sogenannte Erstschlag, galt in diesem Zusammenhang als wirksames Mittel der Abschreckung und damit der Aufrechterhaltung des Friedens. Insbesondere die NATO-Staaten sahen angesichts der eigenen zahlenmäßigen Unterlegenheit im konventionellen Bereich diese Möglichkeit als notwendig zur Aufrechterhaltung des Gleichgewichts des Schreckens an. Auch heute noch wird die abschreckende Wirkung der Androhung eines atomaren Erstschlags als Hauptargument für die Beibehaltung dieser Option genannt. Das Argument der Abschreckung und der aus dem Nuklearpotential der NATO-Staaten resultierenden Unberechenbarkeit und Unvorhersehbarkeit der Folgen eines Angriffs auf die Bündnispartner der NATO ist auch Teil der derzeit gültigen strategischen Konzeption der NATO.
Das wichtigste Gegenargument ist die Gefahr, dass die Option des Erstschlags zu einer weiteren atomaren Aufrüstung und einer Ausbreitung von Atomwaffen führt. Der Grund dafür ist, dass bei Androhung eines atomaren Erstschlags weitere Staaten den Besitz von Atomwaffen anstreben, um durch das bereits erwähnte Prinzip der Abschreckung dieser Bedrohung zu begegnen. Ein Beispiel zur Unterstützung dieses Arguments ist die Indienststellung von Atomwaffen durch Indien und Pakistan ab 1998 und die darauf folgende wechselseitige atomare Aufrüstung dieser beiden Länder. Mit einer weiteren Verbreitung steigt auch das Risiko des Einsatzes von Atomwaffen sowie von Unfällen bei deren Herstellung und dem Umgang.
Bei der Abwägung des Für und Wider eines Verzichtes auf den Ersteinsatz ist auch zu berücksichtigen, dass es sich dabei juristisch um eine freiwillige und unverbindliche Selbstverpflichtung ohne völkerrechtlich relevante Konsequenzen handelt. Die Bewertung einer solchen Erklärung und der ihr möglicherweise zugrunde liegenden Gründe liegt damit im Ermessen jedes einzelnen Landes. Sie ist dabei auch abhängig von anderen Faktoren, wie beispielsweise den sonstigen militär- und außenpolitischen Aktivitäten und Positionen des Landes, das eine solche Erklärung abgibt. Andererseits wird ein Verzicht auf den Ersteinsatz im Allgemeinen als wichtige vertrauensbildende Maßnahme in den Beziehungen zwischen verschiedenen Ländern angesehen.

## Rechtslage
Die Frage, ob und wenn ja, unter welchen Bedingungen, der Einsatz von Atomwaffen oder die Androhung des Einsatzes mit dem Völkerrecht vereinbar ist, berührt je nach Argumentation eine Reihe von Rechtsnormen und Vereinbarungen, wie beispielsweise:
- das humanitäre Völkerrecht in Form der Genfer Konventionen und der Haager Abkommen und des sich daraus unter anderem ergebenden Verbotes des Einsatzes von Waffen und Methoden der Kriegsführung, die keine Unterscheidung zwischen militärischen und zivilen Zielen ermöglichen,
- die Konvention über die Verhütung und Bestrafung des Völkermordes,
- verschiedene Konventionen zum Schutz der Menschenrechte,
- Vereinbarungen zum Schutz der Umwelt,
- die Charta der Vereinten Nationen.

Bei der Bewertung spielen des Weiteren die besonderen Eigenheiten von Atomwaffen und der Folgen ihres Einsatzes ebenso eine relevante Rolle wie die Gewichtung von vertraglich fixiertem Recht gegenüber Gewohnheitsrecht.
Eine abschließende Bewertung der Rechtmäßigkeit des Einsatzes von Atomwaffen oder der Androhung des Einsatzes ist bisher nicht durch kompetente Institutionen erfolgt. Der Internationale Gerichtshof hat sich in einem Gutachten (englisch: advisory opinion), veröffentlicht am 8. Juli 1996 auf eine Anfrage des UN-Generalsekretärs (im Auftrag der UN-Generalversammlung) vom 19. Dezember 1994, mit dieser Frage beschäftigt (Originaltext der Anfrage: Is the threat or use of nuclear weapons in any circumstance permitted under international law?). Das Gericht fand in den untersuchten Rechtsnormen keine allgemeine oder spezifische Regelung, welche per se eine Antwort auf die gestellte Frage darstellt (Absatz 74 der Entscheidung vom 8. Juli 1996).
In Absatz 95 kam das Gericht zu dem Schluss, dass anhand der ihm zum Zeitpunkt des Gutachtens vorliegenden Argumente und Meinungen keine endgültige Bewertung der Frage möglich ist, ob der Einsatz von Atomwaffen oder die Androhung des Einsatzes durch die Regeln des Humanitären Völkerrechts betroffen sind, die den Einsatz von Waffen und Methoden der Kriegsführung verbieten, die keine Unterscheidung zwischen militärischen und zivilen Zielen ermöglichen. Das Gericht betonte im Absatz 96 seiner Entscheidung darüber hinaus das Recht jedes Staates auf seine Existenz und auf Selbstverteidigung gegen Bedrohungen seiner Existenz und nahm in Absatz 97 Abstand von einer abschließenden Bewertung der Rechtmäßigkeit des Einsatzes von Atomwaffen oder der Androhung des Einsatzes in entsprechenden Situationen.
Der 1968 geschlossene Atomwaffensperrvertrag enthält für die fünf Atommächte, die dem Vertrag beigetreten sind, die Verpflichtung zur vollständigen Abrüstung ihrer Atomwaffenbestände, jedoch ohne konkrete zeitliche Zielvorgaben. Beschränkungen hinsichtlich des Einsatzes von Atomwaffen enthält der Vertrag nicht.

## Aktuelle Entwicklungen
In den USA wird von Seiten der Regierung seit einigen Jahren erwogen, die eigene Position hinsichtlich des Ersteinsatzes von Atomwaffen zu ändern. Dies geschieht vor dem Hintergrund der veränderten geopolitischen Situation nach den Terroranschlägen am 11. September 2001 und der weltweiten Ausbreitung terroristischer Bewegungen. Diese Überlegungen, die noch nicht abgeschlossen sind, sehen einen möglichen Einsatz von Atomwaffen beispielsweise vor gegen:
- einen Aggressor, der Massenvernichtungswaffen gegen die US-Streitkräfte, ihre Verbündeten oder Teile der Zivilbevölkerung einsetzt oder den Einsatz plant
- einen Aggressor, dessen Arsenal an Massenvernichtungswaffen nur mit Atomwaffen komplett zerstört werden könnte

Im Jahre 2003 erklärte Geoff Hoon als Verteidigungsminister Großbritanniens vor Beginn des Irak-Krieges, dass Großbritannien Atomwaffen einsetzen würde, wenn die eigenen Truppen mit chemischen oder biologischen Waffen angegriffen werden würden. Eine ganz ähnliche Erklärung hatte vor dem Zweiten Golfkrieg 1991 schon der damalige US-Präsident George H. W. Bush an die Regierung des Irak verlauten lassen.
Der französische Präsident Jacques Chirac kündigte im Januar 2006 ebenfalls an, dass Frankreich sich das Recht auf eine Vergeltung in „nicht konventioneller“ Weise vorbehalten würde gegenüber Staaten, die terroristische Mittel gegen das Land oder seine Verbündeten einsetzen würden. Inwieweit es basierend auf dieser Äußerung zu einer entsprechenden Änderung der französischen Nukleardoktrin kommt, ist noch nicht abzusehen.

## Position der bekannten Atommächte

### Vereinigte Staaten von Amerika
Die USA haben bisher nicht ihren Verzicht auf den Ersteinsatz erklärt. In Anbetracht der zahlenmäßigen Überlegenheit der Staaten des Warschauer Pakts im Bereich der konventionellen Militärtechnik war das Land zu einem solchen Schritt zu Zeiten des Kalten Krieges nicht bereit. Das Argument der Abschreckung durch die Option des atomaren Erstschlags war und ist auch nach Ende des Kalten Krieges Bestandteil der amerikanischen Militärdoktrin.
Die derzeitige Position der USA sieht den Verzicht des Einsatzes von Atomwaffen gegen Nichtatommächte vor, die dem Atomwaffensperrvertrag beigetreten sind. Ausnahmen davon sind direkte Angriffe gegen das Territorium, die Bevölkerung oder die Armee der Vereinigten Staaten oder ihrer Verbündeten, wenn diese durch eine Nichtatommacht erfolgen, die in einem solchen Konflikt mit einer Atommacht verbündet ist.
Die Nukleardoktrin der Vereinigten Staaten von Amerika sieht darüber hinaus einen sogenannten „atomaren Schutzschild“ für Australien, Japan, Südkorea sowie die Nichtatommächte unter den NATO-Partnern vor. Dies bedeutet, dass die USA auch zu einem Einsatz ihrer Atomwaffen bereit sind, wenn eines dieser Länder unter den genannten Bedingungen angegriffen wird.
Der Bestand an US-amerikanischen Atomwaffen wird auf etwa 10.350 Sprengköpfe geschätzt, davon etwa 5.300 in einsatzbereitem Zustand. 4.530 der aktiven Sprengköpfe sind strategischer Natur. Davon befinden sich etwa 1.150 auf landgestützten Raketensystemen, 1.050 auf Bombern und 2.016 auf U-Booten. Von 780 einsatzbereiten taktischen Sprengköpfen sind etwa 200 an Bodenraketen und 580 auf Bombern stationiert. Es wird geschätzt, dass die Vereinigten Staaten mindestens zehn U-Boote im ständigen Einsatz haben, die abschussbereite Atomwaffen mitführen.
Die Vereinigten Staaten sind Mitglied des Atomwaffensperrvertrages seit seiner Unterzeichnung im Jahr 1968. Den Kernwaffenteststopp-Vertrag hat das Land 1996 unterzeichnet, jedoch bisher nicht ratifiziert.

### Sowjetunion und Russland
Zur Zeit des Kalten Krieges hatte die Sowjetunion 1982 ihren Verzicht auf den Ersteinsatz erklärt und die Atommächte unter den NATO-Staaten, nämlich die USA, Großbritannien und Frankreich, mehrfach zu einer ähnlichen Selbstverpflichtung aufgefordert. Die Erklärung der Sowjetunion wurde dabei im Westen als Versuch angesehen, den Rückhalt der Vereinigten Staaten insbesondere bei der Bevölkerung ihrer europäischen Bündnispartner zu schwächen, die Atomwaffen gegenüber mehrheitlich skeptisch bis ablehnend eingestellt war. Hintergrund war die hohe Überlegenheit des Ostblocks an konventionellen Waffen. Ein Ersteinsatz von Atomwaffen durch die Sowjetunion war dadurch überflüssig. Umgekehrt konnte der Westen eben durch seine konventionelle Unterlegenheit nicht auf die Drohung eines Ersteinsatzes im Falle eines sowjetischen Angriffs verzichten.
Russland übernahm nach Auflösung der Sowjetunion deren Atomwaffen, einschließlich der bis dahin in Kasachstan und Belarus stationierten Waffen, während die Ukraine mit der Erlangung ihrer Unabhängigkeit die auf ihrem Territorium stationierten Atomwaffen selbst abrüstete. Im Jahr 1993 entschied sich Russland, die Verzichtserklärung der Sowjetunion nicht zu erneuern, und bekräftigte diese Position 1997 nochmals explizit.
Russland hat sich auch zu einem nuklearen Schutzschild für Belarus bereit erklärt. Zusätzlich hat Russland am 3. September 1994 mit der Volksrepublik China ein bilaterales Abkommen zum Verzicht auf den Ersteinsatz zwischen beiden Ländern abgeschlossen.
Der russische Präsident Wladimir Putin hat am 2. Juni 2020 ein Dekret unterzeichnet und veröffentlichen lassen, das die Prinzipien der nuklearen Abschreckungspolitik Russlands zusammenfassend zum Ausdruck bringt. In diesem Dekret werden unter anderen folgende Bedrohungen für Russland aufgelistet, denen durch eine nukleare Abschreckung zu begegnen ist:
- Stationierung durch einen potenziellen Gegner von konventionellen Streitkräften, die über Einsatzmittel von Nuklearwaffen verfügen, auf dem Territorium von Staaten, die der Russischen Föderation und ihren Alliierten benachbart sind sowie in den an diese angrenzenden Gewässern
- Stationierung von Raketenabwehrsystemen und -mitteln, Mittel- und Langstreckenmarschflugkörpern und ballistischen Flugkörpern, nichtnuklearen Präzisions- und Überschallwaffen, unbemannten letalen Luftfahrzeugen und Hochenergiewaffen durch Staaten, die die Russische Föderation als potenziellen Gegner betrachten
- Entwicklung und Stationierung von Raketenabwehreinrichtungen und Angriffssystemen im Weltraum

Gemäß dem Dekret behält sich die Russische Föderation das Recht vor, Nuklearwaffen einzusetzen
- als Antwort auf den Einsatz von Nuklearwaffen oder anderer Arten von Massenvernichtungswaffen gegen jeden Akteur und/oder seine Bundesgenossen,
- wie auch als Folge eines Angriffes gegen die Russische Föderation mit der Hilfe konventioneller Waffen, wenn die Existenz des Staates dadurch gefährdet ist.[1]

Russland besaß Ende 2007 etwa 3.000 Kernsprengköpfe strategischer Bestimmung, davon etwa 1.700 land- und 600 seegestützte sowie über 800 nukleare Marschflugkörper auf Langstreckenbombern. Das Land hat sich im Jahr 2002 verpflichtet, seine taktischen Sprengköpfe bis 2004 außer Dienst zu stellen und zu vernichten. Es ist jedoch unklar, ob diese Selbstverpflichtung eingehalten wurde, so dass die tatsächliche Zahl der taktischen Atomwaffen unbekannt ist. Russland hat wahrscheinlich mindestens zwei U-Boote mit Atomwaffen im ständigen Einsatz.
Das Land ist, in Rechtsnachfolge der Sowjetunion, seit 1968 Mitglied des Atomwaffensperrvertrages. Im Jahr 2000 hat das Land den Kernwaffenteststopp-Vertrag ratifiziert.

### Großbritannien
Großbritannien hat, ebenso wie die Vereinigten Staaten, bisher zu keiner Zeit einen vollständigen Verzicht auf den Ersteinsatz bekannt gegeben. Die derzeitige Position Großbritanniens ist identisch mit der Haltung der USA.
Großbritanniens Bestand an Atomwaffen wird auf weniger als 200 strategische und substrategische Sprengköpfe auf entsprechend ausgestatteten U-Booten geschätzt. Bodengestützte Raketensysteme sowie mit Atomwaffen bestückte Bomber wurden nach 1998 außer Dienst gestellt. Ein mit 48 einsatzbereiten Atomsprengköpfen bewaffnetes U-Boot der Britischen Marine ist ständig auf Patrouille unterwegs. Die britischen Atomwaffen sind jedoch derzeit nicht auf ein bestimmtes Ziel ausgerichtet, ihr Einsatz ist mit einer Vorlaufzeit von mehreren Tagen verbunden.
Großbritannien ist Mitglied des Atomwaffensperrvertrages seit 1968 und hat 1998 den Kernwaffenteststopp-Vertrag ratifiziert.

### Frankreich
Auch Frankreich hat bisher keinen Verzicht auf den Ersteinsatz erklärt. Die Haltung Frankreichs ist weitestgehend identisch mit der Position der Vereinigten Staaten und Großbritanniens. Die französische Nukleardoktrin enthält jedoch als Besonderheit das Konzept der „letzten Warnung“ (französisch ultime avertissement). Dabei handelt es sich um einen einzelnen, begrenzten Angriff mit Atomwaffen auf ein militärisches Ziel. Dieser Angriff noch vor einem massiven Einsatz von Atomwaffen soll dabei einem möglichen Gegner die Entschlossenheit Frankreichs demonstrieren. Eine gegnerische Macht könnte dann durch einen Rückzug eine Eskalation noch verhindern.
Das Atomwaffenarsenal Frankreichs wird auf etwa 350 Nuklearsprengköpfe an Bord von 60 Bombern und vier U-Booten geschätzt. Seit 1996 sieht das Land alle seine Atomwaffen als strategische Waffen an. Bodengebundene Raketensysteme wurden nach 1996 außer Dienst gestellt. Frankreich hat wie Großbritannien ein mit Atomwaffen ausgestattetes U-Boot in ständigem Einsatz.
Seit 1992 ist Frankreich Mitglied des Atomwaffensperrvertrages und hat darüber hinaus 1998 den Kernwaffenteststopp-Vertrag ratifiziert.

### Volksrepublik China
Die Volksrepublik China als fünfte Atommacht während des Kalten Krieges hatte ihren uneingeschränkten Verzicht auf den Ersteinsatz bereits am 16. Oktober 1964 erklärt, kurz nach Erlangung der Einsatzfähigkeit eigener Atomwaffen. Diese Erklärung wurde wiederholt erneuert, so am 5. April 1995 und im Juni 2005 auf Anfrage der USA. Chinas Atomwaffen galten allerdings hinsichtlich Reichweite und Zielgenauigkeit gegenüber denen der USA, Russlands, Großbritanniens und Frankreichs als unterlegen. Eine Doktrin, die einen möglichen Erstschlag mit einschließt, war deshalb für China nach Meinung vieler Militärexperten nie eine realistische Option.
Die offizielle Position der Volksrepublik China sieht den uneingeschränkten Verzicht auf den Ersteinsatz unter allen Umständen vor. Gegenüber Nichtatommächten verzichtet China darüber hinaus unter allen Umständen auf den Einsatz und die Androhung eines Einsatzes von Atomwaffen. Es ist allerdings unklar, ob diese Haltung einen Verzicht auf den Einsatz von Kernwaffen auf eigenem Boden, zur Verteidigung gegen eine Invasion, mit einschließt.
Im Januar 1994 hat die Volksrepublik China einen Vorschlag für ein gegenseitiges Abkommen der damaligen fünf Atommächte zum Verzicht auf den Erstschlag an die Vereinigten Staaten, Russland, Großbritannien und Frankreich übermittelt und diesen Ländern entsprechende Verhandlungen vorgeschlagen. Aus dieser Initiative resultiert das bereits erwähnte Abkommen mit Russland.
Der Bestand an chinesischen Atomwaffen wird auf etwa 400 strategische und taktische Sprengköpfe geschätzt. Zur Verteilung hinsichtlich verschiedener Trägersysteme und zur Vorhaltung von Bombern oder U-Booten im ständigen Einsatz gibt es keine gesicherten Angaben.
China ist Mitglied des Atomwaffensperrvertrages seit 1992 und hat 1996 den Kernwaffenteststopp-Vertrag unterzeichnet, bisher jedoch nicht ratifiziert. Das Land ist darüber hinaus das einzige der fünf Atommächte im Atomwaffensperrvertrag, welches das IAEA-Zusatzprotokoll unterzeichnet hat. Dieses Protokoll sieht die Bereitschaft zu unangemeldeten Kontrollen aller Atomanlagen durch die Internationale Atomenergieorganisation vor.

### Indien
Nachdem Indien am 11. und 13. Mai 1998 insgesamt fünf erfolgreiche Atomtests durchführte und kurze Zeit danach begann, Atomwaffen herzustellen, folgte im August 1999 die Erklärung des Verzichts auf den Ersteinsatz im Rahmen der Veröffentlichung der Indischen Nukleardoktrin. Indien hat sich auch verpflichtet, Atomwaffen unter keinen Umständen gegen Nichtatommächte einzusetzen.
Darüber hinaus erklärte Indien seine Bereitschaft, an Verhandlungen zu einem allgemeinen Verzicht auf den Ersteinsatz durch alle Atommächte teilzunehmen sowie eine Aufnahme des Einsatzes von Atomwaffen als Kriegsverbrechen in das Statut des Internationalen Strafgerichtshofes zu unterstützen.
Indiens Atomwaffenarsenal wird nach verschiedenen Quellen auf 30 bis 35, möglicherweise jedoch auch bis zu 150 Sprengköpfe geschätzt. Die Bestände des Landes an waffenfähigem Plutonium sind wahrscheinlich ausreichend zur Produktion von 40 bis 90 Sprengköpfen.
Indien hat bisher weder den Atomwaffensperrvertrag noch den Kernwaffenteststopp-Vertrag unterzeichnet.

### Pakistan
Seine Fähigkeit zur Herstellung von Atomwaffen demonstrierte Pakistan durch fünf Atomtests am 28. Mai 1998 und damit nur kurze Zeit nach Indien. Das Land behält sich im Rahmen seiner Nukleardoktrin die Option auf einen atomaren Erstschlag explizit vor. Im November 2008 kündigte der amtierende Präsident des Landes Asif Ali Zardari allerdings an, sich für eine offizielle Erklärung des Landes zum Verzicht auf den Ersteinsatz sowie für eine atomwaffenfreie Zone in Südasien einzusetzen.
Der Bestand an Atomwaffen der Nuklearstreitkräfte Pakistans wird je nach Quellen auf 24 bis 48, möglicherweise auch bis zu 75 Sprengköpfe geschätzt. Die Menge an verfügbarem Plutonium ist ausreichend zur Herstellung von 30 bis 50 Sprengköpfen.
Auch Pakistan ist bisher weder dem Atomwaffensperrvertrag noch dem Kernwaffenteststopp-Vertrag beigetreten.

### Nordkorea
Nordkorea erklärte unter Kim Jong Il im Jahr 2006 zwar den Verzicht auf den Erstschlag, drohte aber in den Folgejahren unter Kim Jong Un den Vereinigten Staaten und Südkorea wiederholt mit Ersteinsätzen seiner Kernwaffen. Laut Kim am 8. Mai 2016 werde Nordkorea nur bei „Bedrohung seiner Souveränität durch feindliche Mächte mit Atomwaffen“ die seinigen verwenden.

## Position der De-facto-Atommächte

### Israel
Obwohl Israel den Besitz von Atomwaffen offiziell weder bestätigt noch dementiert, gilt es als gesichert, dass das Land entsprechende Waffen besitzt und daher zu den De-facto-Atommächten gezählt werden kann. Mit dieser ambivalenten Einstellung bringt sich Israel jedoch in eine politisch schwierige Position, da eine Erklärung zum Verzicht auf den Ersteinsatz den Besitz von Atomwaffen offen bestätigen würde, was dem durch das Land selbst unterstütztem Ziel eines Nahen Ostens ohne Massenvernichtungswaffen widersprechen würde. Stattdessen erklärte Israel, dass es nicht das erste Land im Nahen Osten sein würde, das formell Atomwaffen in der Region einführen wird. Falls aber die Existenz Israels bedroht sein sollte, könnte als letztes Mittel auf die Samson-Option zurückgegriffen werden, eine Strategie in einem denkbaren Verteidigungsszenario, welche genau dann eine massive Vergeltung mit Atomwaffen vorsähe, sobald der Staat Israel substantiell beschädigt worden wäre, beziehungsweise sich kurz vor der Zerstörung befände. Diese sich auf theoretische Kriegs- und Verteidigungsszenarien beziehende Doktrin kann somit indirekt als ein möglicher Verzicht auf den Ersteinsatz gewertet werden.